# While Broken Hearts Prevail
While Broken Hearts Prevail — мини-альбом рок-группы Emery, выпущен 28 октября 2008 года. В музыкальном плане альбом возвращается к более тяжелому звучанию, как на дебютном альбоме группы The Weak's End (2004), вместо продолжения альтернатив-рокового звучания предыдущего альбома I'm Only a Man (2007).

## Список композиций
1. «The Smile, the Face» — 2:45
2. «Edge of the World» — 3:50
3. «Say the Things (You Want)» — 3:04
4. «Ten Talents» — 3:27
5. «It Always Depends» — 3:40
6. «Thoughtlife» — 3:47
7. «Do the Things (You Want)» — 3:53

### Бонус-трек (для интернет-скачивания)
- «Thoughtlife (Alternate Version)» — 3:41

## Участники записи
- Тоби Моррелл — вокал, бас-гитара
- Дэвид Шелтон — вокал, ритм-гитара, бас-гитара
- Мэтт Картер — гитара, вокал
- Джош Хэд — клавишные, скрим, электроника, дополнительные перкуссии, синтезатор, программинг
- Дэйв Пауэлл — барабаны, перкуссии